# Assassin's Creed Odyssey – Legacy of the First Blade
Assassin's Creed Odyssey — Legacy of the First Blade (укр. Кредо Асасина: Одіссея - Спадщина Першого Клинка) — доповнення для відеогри Assassin's Creed Odyssey 2018 року, розроблене і видане Ubisoft. Дія доповнення відбувається як під час, так і після подій основної історії, і розповідає про те, як протагоніст базової гри, легендарний грецький найманець, відомий як Орленосець, стикається з новою загрозою для грецького світу у вигляді Ордену Древніх, організації-попередника Ордену Тамплієрів, які є одвічними антагоністами серії Assassin's Creed. У ній також досліджується історія створення фірмової зброї Братства асасинів Прихованого клинак і те, як Odyssey пов'язана з іншими частинами франшизи Assassin's Creed.
Legacy of the First Blade — це перший велике доповнення для Assassin's Creed Odyssey. Воно складається з трьох епізодів: Полювання, Тіньова спадщина та Родовід, які періодично виходили з грудня 2018 року по березень 2019 року для PlayStation 4, Windows та Xbox One. Кожен з епізодів DLC отримав змішані відгуки від критиків та видань про відеоігри. Високо оцінили загальну якість і продуманість написання історії, а також цікавий склад персонажів. Однак ключовий розвиток сюжету, який ставить персонажа гравця на заздалегідь визначений шлях до створення сім'ї, чи то з любові, чи то для продовження роду, був погано сприйнятий критиками і фанатами, які вважали, що він зраджує рольову природу гри. У відповідь на суперечки Ubisoft випустила патч, який вніс незначні корективи, покликані краще відобразити природу стосунків для гравців, які віддають перевагу неромантичному сюжету.

## Ігролад
Assassin's Creed Odyssey — Legacy of the First Blade є доповненням для відеогри Assassin's Creed Odyssey 2018 року. Дія доповнення розгортається в той самий час, що й у основній грі, а саме під час Пелопоннеської війни — давньогрецької війни, яку вів Пелопоннесський союз на чолі зі Спартою проти Афінського морського союзу на чолі з Афінами між 431—404 роками до нашої ери. Гравець бере на себе роль легендарного грецького місіоса, відомого як Орлоносець. Залежно від вибору гравця з Одіссеї, особистість Орлоносця — Алексіос або Кассандра; вони є братом і сестрою, які походять від вигаданої версії царя Спарти Леоніда I і є спадкоємцями його особливого роду.
Legacy of the First Blade було випущено в епізодичному форматі і містить продовження рольових елементів геймплею з Одіссеї. Вміст паку, починаючи з Полювання, може бути доступним для персонажа гравця, який досягнув 29 рівня, а також після завершення Епізоду 7 основної кампанії на острові Наксос. Гравці зустрічатимуть неігрових персонажів, які потребують допомоги і пропонують завдання, які гравці повинні виконати, досліджуючи конкретні регіони, представлені в Legacy of the First Blade; ці завдання зазвичай включають збір або дослідження цікавих предметів, вистежування цілей і вбивство членів Ордену Древніх або їхніх підлеглих. Гра містить розгалужені варіанти діалогів, які визначають, як персонаж гравця реагує на інших персонажів під час розмов і катсцен. Доповнення надає гравцям доступ до трьох нових бойових здібностей у дереві навичок їхніх персонажів.
Упродовж оповіді епізодів доповнення, персонаж гравця розвиває сімейні стосунки з неігровим персонажем, стать та ім'я якого залежать від вибору персонажа гравцем: Німа для Алексіоса та Натакас для Кассандри. Наприкінці другого епізоду, Тіньова спадщина, у них народиться спільний син, незалежно від варіантів діалогу, обраних гравцем.

## Сюжет
У Полюванні Орленосець вирушає до Македонії, де зустрічається з перським повстанцем Дарієм. Македонію захопив Орден Древніх, який прагне вбити Дарія, його дитину Німу/Натакаса та Орленосця. Орден вважає Орленосця «заплямованим», бо вважає, що їхній рід є надто могутнім і загрожує справжньому миру, і чинить звірства, щоб вивести їх на чисту воду. Разом з Дарієм і Німою/Натакасом Орленосець намагається знайти і перемогти одного з поплічників Ордену, Пактіяса «Мисливця». Смертельно поранивши його, Пактіас розповідає, що справжнє ім'я Дарія — Артабан, і заявляє, що той зрадив їхню угоду. Тоді Дарій зізнається, що колись разом з Пактієм та їхнім другом Аморгесом був у групі борців за свободу, які разом працювали над вбивством перського царя Ксеркса І. Однак група розійшлася в думках щодо того, як вчинити з наступником Ксеркса, Артаксерксом I; в той час як Дарій хотів вбити його, вважаючи, що він продовжить тиранічну політику Ксеркса, Аморгес і Пактій відмовилися вбивати невинну людину і в кінцевому підсумку приєдналися до Ордену, щоб принести справжній мир в Персію. Після того, як Аморгес зірвав його спробу вбити Артаксеркса, Дарій був затаврований як зрадник і втік з Персії разом з Німою/Натакасом, а решта його родини була вбита. Знаючи, що Орден пошле за ними більше людей, Дарій і Німа/Натакас прощаються з Орленосцем і залишають Македонію, щоб знову переховуватися.
У Тіньовій спадщині Орленосець вирушає до Ахаї, де возз'єднується з Дарієм і Німою/Натакасом. Орден на чолі з Бурею встановив морську блокаду регіону та жорстоко поводиться з македонськими біженцями, намагаючись не дати Дарію та Німі/Натакасу втекти з грецького світу. Орленосцю вдається послабити владу Ордену в Ахаї, саботуючи розробку корабельного вогнемета і потопивши флот Бурі. У цьому їм допомагає Клета, мати Бурі, яка дізнається, що Орден також вважає Бурю «заплямованою» і використовує його у своїх цілях. Врешті-решт Бурю вбиває Орленосець, який забезпечує безпечний прохід для біженців. Після цього Дарій і Німа/Натакас вирішують не йти, а оселитися з Орленосцем в Ахаї. Через деякий час у Орленосця від Німи/Натакаса народжується син Елпідіос.
У Родоводі Орленосець відходить від життя найманця, щоб проводити час з Дарієм, Німою/Натакас та Елпідіосом. Однак Аморгес і Орден нападають на їхнє село, вбиваючи Німу/Натакас і викрадаючи Елпідіоса. Орленосець і Дарій вирушають до Мессенії, оплоту Ордену в Греції. Вони виманюють Аморгеса з переховування, саботуючи операції Ордену в регіоні, але той відмовляється повернути Елпідіоса, оскільки вважає, що жорстокий спосіб життя Орленосця врешті-решт зашкодить йому. Аморгес стверджує, що Орден — це не група людей, а ідея, яку неможливо перемогти, а це означає, що Орденоносець і Елпідіос завжди будуть мішенню. Однак Дарій стверджує, що вони можуть боротися з цим за допомогою власних знань, і примиряється з Аморгесом, який перед смертю розкриває місцезнаходження Елпідія. Визнаючи, що з ним Елпідій ніколи не буде в безпеці, Орлоносець доручає Дарію піклуватися про свого онука. Дарій відвозить Елпідія до Єгипту, де з'ясовується, що він стане предком Айї Александрійської, дружини Баєка з Сіви і співзасновника Незримих, організації-попередниці Братства Асасинів.

## Розробка та випуск
Assassin's Creed Odyssey — Legacy of the First Blade — перша частина однокористувацьких доповнень для Assassin's Creed Odyssey. Всі три епізоди були випущені в цифровому вигляді на ПК через Steam і Uplay, PlayStation 4 через PlayStation Network і Xbox One через Xbox Live в період з 4 грудня 2018 року по 5 березня 2019 року. Сезонна перепустка гри дозволяє гравцям отримати доступ до окремих епізодів, коли вони стануть доступними.
У відповідь на негативні відгуки гравців про кінцівку другого епізоду, Тіньової спадщини, Ubisoft випустила патч, який вводить модифіковану версію катсцени, що грає у кінці, і дозволяє гравцям нагадати своєму партнеру, що вони погодилися осісти і народити дитину з практичною метою продовження їхнього роду на початку третього епізоду, Родовід. Зміни, внесені патчем, полягали у зміні двох розмовних реплік, вилученні сцени поцілунку та перейменуванні досягнень/трофеїв.

## Сприйняття
Всі три епізоди Legacy of the First Blade отримали загалом змішані або середні відгуки на PlayStation 4.
Брендін Тиррел з IGN зазначив, що Полювання коротке, а його зміст обмежений одним регіоном з невеликою кількістю цілей для вбивства. Тим не менш, він назвав його приємним досвідом, оскільки він представляє інтригуючого лиходія, передісторію нових персонажів і створює основу для більш традиційної боротьби між асасинами і тамплієрами, якої здебільшого не вистачало в основній грі. Аналогічно йому сподобалася Тіньова спадщина, військово-морська глава з новим лиходієм і новими інструментами, які «продовжують смикати за нитки великої історії», знайомою, але захоплюючою. Тиррел похвалив Родовід за те, що він приніс «щиру бурю емоцій і став чудовим розділовим знаком у тричастинній історії». Він похвалив нове бойове вміння «Лють родоводу» як веселе і корисне доповнення. Підсумовуючи, він сказав, що завершення Родоводу є «задовільними проводами для багатьох представлених персонажів і самого Ордену Древніх», і забезпечує необхідну ясність щодо місця основної гри в загальній історії франшизи «більш чітко, ніж будь-коли раніше».
Роберт Ремсі з Push Square сказав, що Полювання є «надійною відправною точкою для того, що може стати цікавою історією», і рекомендує його шанувальникам основної гри, підсумовуючи, що хоча доповнення не вводить жодних нових варіацій геймплею, воно надає «добре зроблений шматок пригод у відкритому світі, доповнений деякими продуманими моментами персонажів». Ремсі оцінив покращення Тіньової спадщини порівняно з Полюванням завдяки більш захопливим квестам та чудовій взаємодії персонажів, хоча й визнав, що «примусова кінцівка», безперечно, розчаровує, оскільки гра має тенденцію до просування вибору гравця як ключової частини ігрового процесу. З іншого боку, Родовід забезпечив «зручне, але все ще емоційне завершення» і збагатив основну гру як «історію кохання і втрати» для Ремсі, який вважає, що доповнення зробило чудову роботу, показавши героя, «який, навіть після всіх своїх пригод, все ще просто шукає мету». Він підсумував, що Legacy of the First Blade «є прекрасним доповненням до і без того чудової гри».
Колін Кемпбелл з Polygon, який грав за Кассандру, похвалив Полювання за те, що воно пропонує моральну інтроспекцію над питаннями про природу свободи волі та «добра», і «що на короткий час воно загрожує сказати щось життєво важливе про ігри, героїзм і насильство», що він інтерпретував як «добрий знак для майбутнього цієї форми розваг, а також як невтішну демонстрацію її теперішньої обмеженості». Однак він жорстко розкритикував кінцівку Тіньової спадщини як «одну з найгірших зрад вигаданого персонажа», яку він міг пригадати, оскільки, на його думку, розробники применшили цінність персонажа, на створення якого вони витратили багато часу і зусиль, фактично перетворивши Кассандру на «вирізку для заїждженого сюжету», оскільки вона занурилася в життя домогосподарки і матері. У своїй рецензії на Родовід Кемпбелл висловив думку, що гра не змогла відновити його бажання проводити більше часу в Одіссеї; він висловив глибоке розчарування тим, що спадщина Кассандри полягає в тому, щоб «забезпечити продовження роду для наступних асасинів», оскільки її історія, по суті, втрачена для історії в тому вигляді, в якому вона представлена в наративі Одіссеї. Аналогічно, антагоністи доповнення не знайшли відгуку в його душі, оскільки для нього їхня благородна мета і розумно сформульовані мотивації є «тонко завуальованим фашизмом, що виставляється як образа власних пошуків Кассандри, спрямованих на брудні демократичні ідеали».

## Протиріччя
Обов'язковий розвиток сюжету, де персонаж гравця оселяється з дитиною Дарія і створює сім'ю до кінця Тіньової спадщини, викликав протиріччя. Деякі гравці, особливо ЛГБТ-люди, скаржилися, що вони не мали права голосу щодо сюжетного рішення втягнути головного героя в гетеросексуальні стосунки, які призвели до народження дитини, хоча деякі гравці раніше брали своїх персонажів в одностатеві романи. Це суперечило попереднім коментарям креативного директора Джонатана Дюмона, який пояснював, що історія Одіссеї, яка базується на виборі, дозволяє гравцям будувати стосунки, які вони хочуть, не будучи примушеними до романтичних ситуацій, які їм можуть бути некомфортними. Як наслідок, деякі коментатори зауважили, що рольові аспекти, на яких наголошувала Ubisoft в Одіссеї, були знехтувані, і що індивідуальний стиль гри гравця та контроль над особистістю персонажа не були дотримані.
Пізніше Ubisoft опублікувала заяву у відповідь на суперечки, в якій пояснила, що «прагне надати гравцям вибір, коли це можливо, і вибачається перед тими, кого розчарували події в цьому епізоді». Незабаром після цього було випущено патч, який дещо змінив зміст катсцени.